# Still Got the Blues
Still Got the Blues es el noveno álbum de estudio del guitarrista norirlandés de blues rock y hard rock Gary Moore, publicado en 1990 por Virgin Records. Coproducido por Moore e Ian Taylor, el disco inició una nueva etapa en su carrera, ya que se enfocó en su principal influencia musical, el blues, dejando atrás su paso por el hard rock y heavy metal de la década anterior. La idea de editar una producción de ese estilo nació durante la gira promocional de After the War (1989), en donde incluía jamathons de blues durante las pruebas de sonido. Una vez terminado el tour, Moore llegó a afirmar que se había aburrido del metal y que haría el álbum que siempre quiso realizar.
En 1989 la idea fue comentada a Virgin, pero los ejecutivos lo vieron como un proyecto paralelo y no como una de sus producciones. Después de presentar unas maquetas, el sello dio el visto bueno y en la segunda mitad de 1989 comenzó la grabación, la que se llevó a cabo en los estudios Sarm West, Metropolis y Abbey Road. Para ello el guitarrista contó con varios músicos, entre ellos el bajista Andy Pyle, quien lo ayudó a grabar las mencionadas maquetas, como también el teclista Don Airey, quien fue el encargado de transcribir las partituras de las secciones de viento y cuerdas ideadas por Moore. Además, Albert King, Albert Collins y George Harrison figuraron como guitarristas invitados, quienes tocaron en «Oh Pretty Woman», «Too Tired» y «That Kind of Woman» respectivamente.
Con composiciones  y versiones de otros artistas de blues, el disco logró muy buenas posiciones en las listas musicales de varios países. Alcanzó el primer lugar en Dinamarca, Finlandia, Países Bajos y Suecia. Además, se situó entre los diez más vendidos en Alemania, Australia, Grecia, Noruega y Suiza. Por su parte, en los Estados Unidos logró el puesto 83, la mejor posición lograda por el artista en ese país. Con varios discos de oro y platino certificados por los organismos nacionales correspondientes, se estima que Still Got the Blues ha vendido más de seis millones de copias a nivel mundial, estableciéndose como el álbum más exitoso de la carrera de Gary Moore. Para promocionarlo, se editaron seis sencillos, de los cuales destacó la balada «Still Got the Blues (For You)» que consiguió entrar entre los diez mejores en las listas europeas, principalmente en las naciones de las regiones de Escandinavia y Benelux. 
Por otro lado, recibió reseñas favorables por parte de la crítica especializada, quienes en su mayoría elogiaron el cambio de estilo de Moore, su técnica como guitarrista, las correctas versiones y las contribuciones de Collins y King. Asimismo ha figurado en algunas listas de los mejores discos realizadas por ciertas publicaciones, como en los mejores de los años noventa de Classic Rock, los mejores de blues de UDiscover Music, los mejores del año de Q y los esenciales de guitarra de Guitarist.

## Antecedentes

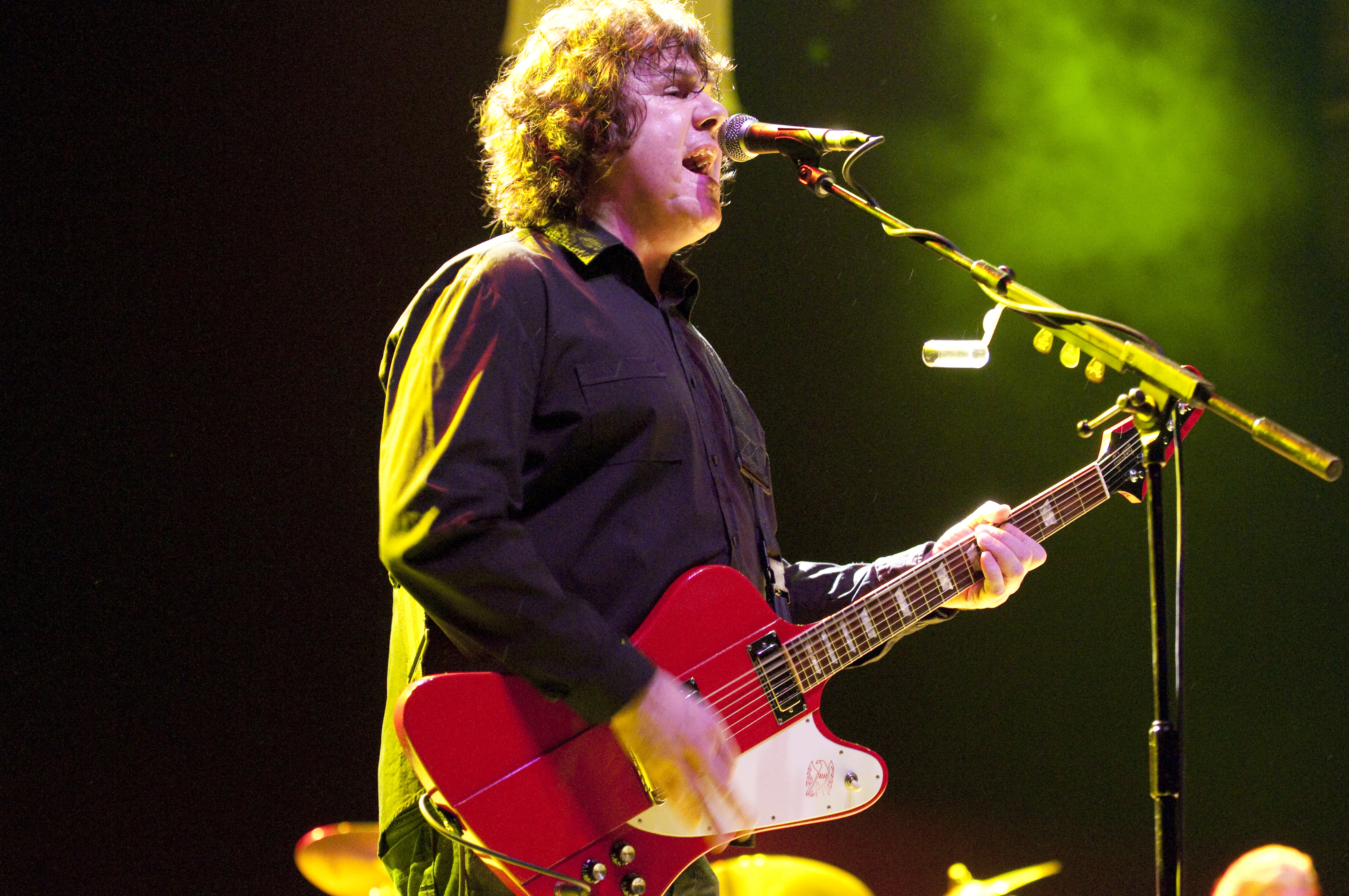
Gary Moore en 2005

El guitarrista Gary Moore inició su carrera profesional a finales de los años 1960 en Skid Row (1968-1971) y durante la década siguiente integró Colosseum II (1975-1978) y Thin Lizzy (1974, 1977, 1978-1979). Asimismo, incursionó en una carrera solista a tiempo parcial con la publicación de los álbumes Grinding Stone (1973) y Back on the Streets (1978). Después de editar el disco G-Force (1980) con el proyecto homónimo, tomó en serio su carrera solista y durante la década de 1980 lanzó cinco álbumes de estudio orientados al hard rock y al heavy metal. Estas producciones le trajeron una considerable popularidad en Europa, pero no así en los Estados Unidos en donde era prácticamente desconocido. En ese sentido, Run for Cover (1985), Wild Frontier (1987) y After the War (1989), obtuvieron un importante éxito comercial sobre todo en los países escandinavos, ya que se situaron entre los diez más vendidos en las listas musicales de Suecia, Noruega y Finlandia.

## Concepción
| En ese momento estaba en Suiza, hablando con mi mánager (...) Le dije que me gustaría hacer un álbum de blues porque era la música que comencé a tocar cuando era niño y ha estado cerca de mi corazón durante mucho tiempo. Tanto él como la compañía discográfica, para mi asombro, estaban muy detrás de la idea. —Gary Moore en una entrevista a Guitar Player en 1990. |

De acuerdo con el teclista y su principal colaborador por aquel entonces Neil Carter, durante las pruebas de sonido de la gira de After the War (1989) Moore incluía jamathons de blues —su principal influencia musical— y fue entonces cuando el bajista Bob Daisley le sugirió hacer un álbum de ese género musical. Una vez terminada la gira, Moore no se sentía a gusto con la música que estaba haciendo: «De repente, no sabía quién había hecho esos álbumes. Ya no me reconocía en ninguno de ellos». Él mencionó que «ya era suficiente» y haría el álbum que siempre quiso realizar. Según el exguitarrista de Thin Lizzy Eric Bell —a quien Moore reemplazó en 1974— en una noche otoñal de 1989 él lo llamó para afirmarle que se había aburrido del metal. Además, le preguntó si se acordaba de las canciones que ellos tocaban en los clubes de blues de Belfast, a lo cual Bell le nombró entre diez y doce títulos.
Steve Barnett, mánager del guitarrista, presentó la idea a los ejecutivos de Virgin Records. Una de las primeras consideraciones era hacer un álbum conceptual de Fleetwood Mac con la producción de Mike Vernon y en donde tocara parte de la banda original. Sin embargo, Moore descartó la idea y optó por buscar a otros músicos por su cuenta, incluso se barajó la posibilidad de incluir a un segundo guitarrista y uno de los nombres considerados fue Snowy White. Virgin trató este eventual álbum como un proyecto paralelo, no como una de sus producciones, y por ello existió la noción de que podría lanzarse a través de Point Blank Records. John Wooler, representante de la división A&R de la casa discográfica, estaba expectante de lo que iba hacer el artista puesto que quería tener una subsidiaria de blues en la compañía. Con el apoyo del bajista Andy Pyle, Moore comenzó a trabajar en algunas ideas. Ambos se trasladaron a un pequeño estudio en Woodcray, Berkshire, y junto con el batería Graham Walker y el pianista Mick Weaver grabaron algunas maquetas. Luego de ciertos retoques, Barnett se las presentó a los ejecutivos de Virgin, quienes le vieron un potencial. Tras ello, el sello lo respaldó para que fuera su futuro noveno disco y nombró a Wooler como supervisor del proyecto.

## Grabación y composición

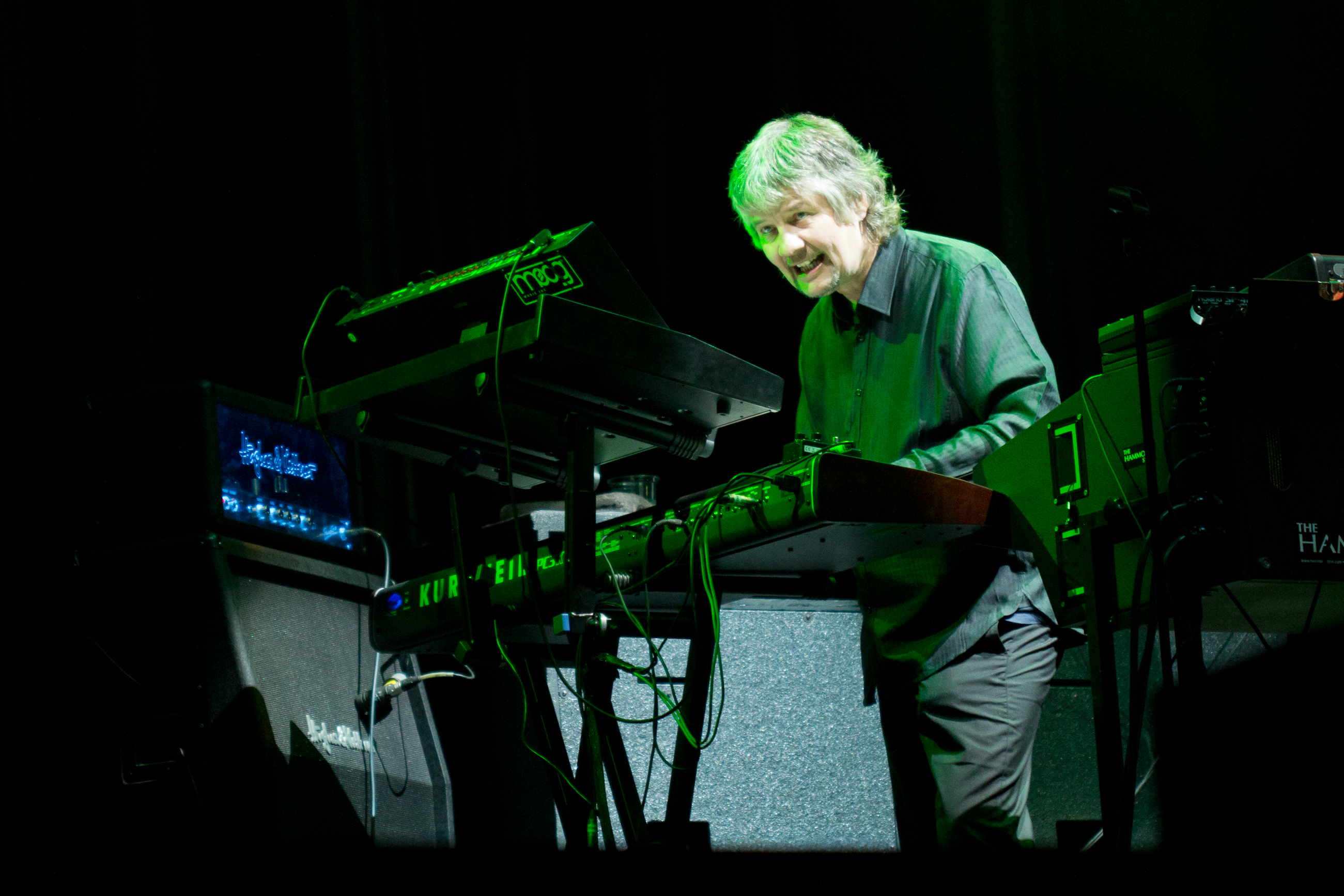
Don Airey (en la imagen), fungió como teclista, pianista y organista y trascribió las partituras de las secciones de viento y cuerdas ideadas por Moore

La grabación de Still Got the Blues se llevó a cabo en varios estudios durante la segunda mitad de 1989. De acuerdo con Ian Taylor, quien asumió la producción en compañía de Moore y había cumplido misma labor en After the War, las principales sesiones se realizaron en los estudios Sarm West en el centro de Londres. A pesar de que era costoso, lo reservaron por un corto tiempo, ya que la idea era registrar el álbum en un par de semanas, con dos o tres dedicadas a la mezcla. Según el coproductor, querían darle la sensación de una banda en vivo, con una buena química entre los músicos y evitar las habituales sobregrabaciones. Para ello, era importante la disciplina impuesta por el guitarrista, Taylor mencionó «(...) necesitaba personas a su alrededor que supieran exactamente lo que se esperaba de ellos y estuvieran listas para partir cuando él lo estuviera».
Además de Andy Pyle, Graham Walker y Mick Weaver, Moore contactó a los músicos Don Airey (piano), Brian Downey (batería) y Bob Daisley (bajo). Según Taylor, Pyle y Walker fueron perfectos puesto que Moore no quería «sorpresas» de la sección rítmica, como una «nota graciosa» de bajo o un «relleno de batería cuando no esperaba uno». Por su parte, llamó a Downey y Daisley porque quería volver a trabajar con sus antiguos compañeros. Sin embargo, Airey tuvo un papel más protagónico, ya que además de tocar el piano y el órgano Hammond tuvo que transcribir las partituras de las secciones de viento y cuerdas, cuya idea nació de Moore con el fin de dar una sensación de big band a las canciones. Además de los mencionados, se contó también con ocho músicos de sesión: los saxofonistas Frank Mead —adicionalmente tocó la armónica— Nick Payn, Nick Pentelow y Andrew Hamilton, los trompetistas Raoul D'Olivera, Stuart Brooks y Martin Drover, y el pianista Nicky Hopkins. Moore utilizó varias guitarras durante el proceso de grabación. La principal era una Gibson Les Paul Standar 1959 comprada en 1988 con un prototipo de una nueva edición de un amplificador Marshall JTM45 de los años sesenta, pero con un tono más moderno. Apodada «Stripe», esta poseía unos afinadores nuevos marca Grover, como también un nuevo traste. Dichas modificaciones específicas sirvieron de modelo para la edición especial de la Les Paul Gary Moore fabricada por Gibson Guitar Corporation entre 2000 y 2002. También usó la Les Paul 1959 que le compró a Peter Green, una Fender Stratocaster de 1961 que adquirió en 1981 y supuestamente perteneció al cantante de rock and roll Tommy Steele y una Stratocaster de 1968.
La lista de canciones incluye composiciones realizadas por Moore y versiones de otros artistas de blues. La pista inicial «Moving On» la registró con la Stratocaster '68 afinada en open A para el slide. Escrita por A.C. Williams, «Oh Pretty Woman» fue popularizada por Albert King en su long play de 1967 Born Under a Bad Sign. Por sugerencia del propio guitarrista, Wooler contactó a King para que tocara el solo de guitarra. Él lo grabó en los Metropolis Studios en el oeste de Londres, aunque tuvo ciertas discrepancias con el equipo de producción. Según Taylor, él se rehusó a afinar su guitarra al tono de la canción, porque estaba acostumbrado a que su banda estuviera sincronizada con él y no al revés. Para no generar mayores problemas, en posproducción acoplaron la pista rítmica con el solo sobregrabándola. De acuerdo con Grant Moon de Total Guitar, la Flying V de King quedó algo «aplastada por el enorme sonido de la Les Paul de Moore». La balada «Still Got the Blues (For You)» se grabó en una sola toma y lo único que se corrigió posteriormente fueron «dos notas en las que la afinación no era acertada», ya que «Gary tenía un tono perfecto» en palabras de Taylor. «Texas Strut» es una composición de Moore que tributa a Stevie Ray Vaughan y Billy Gibbons, en la cual empleó la Stratocaster '61. Mismo instrumento, aunque con un pedal de efectos Boss DS-1, usó para la canción de 1957 «Too Tired» de Johnny "Guitar" Watson. Al igual con King, Moore sugirió a Albert Collins para que tocara su Fender Telecaster en un duelo de guitarra, quien grabó su parte en tres tomas.
Tanto para «Midnight Blues» como en la versión de «Stop Messin' Around» de Fleetwood Mac tocó la antigua Les Paul de Peter Green. Como tercer guitarrista invitado, George Harrison junto con el pianista Nicky Hopkins registró una maqueta de «That Kind of Woman» en los Abbey Road Studios, que fue escrita originalmente para Eric Clapton, la que más tarde se terminó en Metropolis con una sobregrabación de batería por parte de Graham Walker. En 2014, Airey contó que existían cuarenta y siete rollos de cinta grabados que no formaron parte del álbum. Una vez terminada la grabación, tanto la ingeniería como la masterización y la mezcla, las realizó Taylor en Abbey Road.

## Lanzamiento y reediciones
Still Got the Blues salió a la venta el 26 de marzo de 1990 a través de Virgin Records en disco compacto, casete y disco de vinilo. Debido a la capacidad de información, en este último formato se incluyeron nueve canciones. Por contraparte, en los otros dos figuraron tres más; «That Kind of Woman», «Stop Messin' Around» y una versión de «All Your Love» de Otis Rush. En 2002 se remasterizó con cinco pistas adicionales, las composiciones de Moore «Left Me With the Blues» y «Mean Cruel Woman», y las versiones «The Stumble» de Freddie King, «Farther Up the Road» de Bobby Bland y «The Sky Is Crying» de Elmore James. A excepción de «The Stumble», todas ellas habían sido parte del maxisencillo y sencillo en CD de «Still Got the Blues (For You)».

### Portada
La portada fue diseñada por el propio guitarrista y el estudio Bill Smith la llevó a cabo. Con la fotografía de Gered Mankowitz, en la carátula se ve a un niño sentado en su cama practicando con una Gibson Les Paul y un amplificador Marshall. En la pared figura un póster de Jimi Hendrix y tanto en la cama como en la pared hay esparcidos discos de vinilos de artistas como Albert King, B.B. King, John Mayall y Fleetwood Mac. Por su parte, en la contraportada aparece Moore de adulto tocando la guitarra sobre una cama en un hotel, rodeados de discos compactos. Cabe señalar que en ambos casos, miran fijamente el disco Blues Breakers de John Mayall & the Bluesbreakers.

## Recepción

### Crítica especializada
Gary Moore estaba «extremadamente nervioso» por como los fanáticos y los críticos recibirían el álbum, porque temía que sus admiradores de rock se enemistarían con él, que no impresionaría a la comunidad de blues o que se burlarían de sus capacidades. No obstante, el disco recibió reseñas mayormente positivas por parte de la prensa especializada. Daevid Jehnzen del sitio web Allmusic le dio una calificación de cuatro estrellas y media sobre cinco y mencionó que «Moore toca mejor que nunca, botando un flujo interminable de golpes apasionados que son técnicamente impresionantes y conmovedoras». Thomas Kupfer de la revista alemana Rock Hard indicó que fue un cambio brusco de estilo, pero «Moore ha demostrado valentía en este álbum y que es un guitarrista único en su clase». Al concluir, Kupfer señaló que es «un buen LP al que cuesta acostumbrarse, pero que conviene escuchar antes de comprar». Thorsten Hendrichs para el libro The Blues Encyclopedia, reseñó que con este disco el guitarrista realizó un cambio repentino hacia el blues y su «todavía impresionante forma de tocar la guitarra hizo del álbum su mayor éxito». Simon Bradley de MusicRadar comentó que era «un álbum adecuado para un guitarrista, lleno de tonos, trucos y técnica», en donde «Collins y King agregan sus no despreciables talentos a la preparación». La revista europea Music & Media señaló que King y Collins ayudan a encontrar el equilibrio perfecto entre su estilo tradicional y la poderosa manera de tocar de Moore. Además, tanto las versiones como las canciones nuevas «se tratan con respeto en un disco que ve cantar y tocar [a Moore] en su mejor momento». Por último, indicó que no había ninguna pista mala en el álbum. En la revisión anual de la misma publicación, gracias al álbum Moore fue condecorado con el tercer puesto en la lista de los tres artistas masculinos del año.
Harry Shapiro de Classic Rock señaló que «Still Got the Blues volvió a poner el blues británico en el mapa, inspiró a una nueva generación de guitarristas y proporcionó gran parte del repertorio de la escena del blues en los pubs del Reino Unido de la década de 1990». Su colega de la misma revista, el periodista Mick Wall, lo clasificó como una «colección desvergonzada de blues puro [...] una grabación distintiva que nunca pensó que llegaría a crear. Sin embargo, de alguna manera lo hizo, justo antes de que fuera demasiado tarde». En 2018, la misma publicación lo calificó en el lugar 18 de los mejores álbumes de los años noventa. El periódico español El País dijo que el álbum «consiguió llevar a las listas de éxitos dos cosas difíciles de ver en este negocio: un tema centrado en la guitarra eléctrica (Santana lo ha conseguido en varias ocasiones) y un disco con el blues como premisa». Aunque, para Moore, le fue difícil dejar atrás sus antecedentes roqueros y su «estilo frenético e hipertrofiado quedaba en evidencia ante el lenguaje del blues, más aún con Albert King y Albert Collins como invitados». El equipo de redacción del sitio web UDiscover Music lo posicionó como uno de los mejores álbumes de blues, en cuya reseña nombró a «Walking By Myself» y «Too Tired» como excelentes versiones y a la canción que da título al disco como la «pista clave».
Iain Cameron para la revista británica bimensual Blues Matters! comentó que «(...) fue una incursión enormemente exitosa en el blues, y la canción principal es exquisita». Eduardo Rivadavia de Ultimate Classic Rock lo llamó un disco revitalizador, en donde se incluían muchas de sus mejores canciones en términos de popularidad. Damian Fanelli de Guitar World comentó que marcó el comienzo de una nueva etapa en la carrera de Moore, después de años de interpretar rock, jazz fusión, hard rock con toques de shred, afirmando que «la mayoría de los fanáticos estarían de acuerdo de que fue un movimiento exitoso». Además, nombró a «Still Got the Blues (For You)» como «explosiva» y «el resto del álbum contó con grabaciones ajustadas y de alta energía y algunos músicos realmente geniales». Grant Moon de Total Guitar comentó que: «Si bien Moore perdió a algunos de los miembros más metaleros de su audiencia existente, su estado en evolución como superestrella del blues lo hizo accesible a legiones de nuevos fanáticos...». Además, dijo «Irónicamente, Moore coincidió más tarde con los críticos (y la siempre vigilante policía del blues) que habían considerado que ese álbum era demasiado exagerado y pesado para constituir un disco de blues puro». Por su parte, la revista británica Q lo enlistó como uno de los álbumes del año, mientras que la alemana Musikexpress lo posicionó en el puesto 45 de los mejores álbumes y canciones de 1990. La publicación Guitarist lo situó en el undécimo puesto de su lista de los 101 álbumes esenciales de guitarra.

### Comercial
Still Got the Blues es el álbum más exitoso de la carrera de Gary Moore. En abril entró en la lista británica UK Albums Chart en donde logró el puesto 13 y estuvo por veintiséis semanas en total. Antes de finalizar el año, la Industria Fonográfica Británica (BPI) le entregó un disco de oro y en 1994 uno de platino, por vender más de 300 000 copias en el Reino Unido. El 23 de abril alcanzó la cuarta posición en el Media Control Charts de Alemania y culminó el año como el décimo segundo álbum más exitoso en ese país. Más de tres años después, en febrero de 1995, volvió a entrar, pero esta vez se situó en el lugar 92; en total sumó cincuenta y siete semanas en la lista. Por su parte, en 1990 el organismo Bundesverband Musikindustrie (BVMI) le confirió un disco de oro en equivalencia a 250 000 copias comercializadas en Alemania. En Austria llegó hasta la casilla 13 en el Ö3 Austria Top 40 y acabó en el puesto 24 en la revisión anual, mientras que en Grecia se situó en el segundo lugar del Top 20 Albums. En Suiza consiguió el tercer lugar en el Schweizer Hitparade y en 1991 la Federación Internacional de la Industria Fonográfica (IFPI) lo certificó de disco de platino en representación a 50 000 copias vendidas. En España llegó hasta el puesto 35 en el conteo local y la aquel entonces AFYVE le entregó un disco de oro por superar las 50 000 unidades comercializadas en ese país.
A pesar del cambio de estilo, Moore pudo mantener su popularidad en los países escandinavos. En Finlandia llegó hasta la cima del Suomen virallinen lista, siendo hasta ese entonces su segundo número uno en esa nación después de Wild Frontier de 1987. En 1991 la filial local de la IFPI le entregó un disco de oro luego de superar las 25 000 unidades vendidas. Similar situación ocurrió en Suecia, porque se convirtió en su primera grabación en lograr la primera posición en el conteo Sverigetopplistan. Más tarde, tras vender más de 200 000 unidades, la Grammofonleverantörernas förening (GLF) le entregó un doble disco de platino. En Noruega, de las veintiséis semanas que estuvo en el VG-lista, veinticuatro las pasó entre los diez más vendidos, siendo el segundo lugar su máxima posición. Asimismo, por más de siete meses estuvo en el Dutch Album Top 100 de los Países Bajos, en donde también logró el primer lugar. En 1990, la asociación neerlandesa Nederlandse Vereniging van Producenten en Importeurs van beeld- en geluidsdragers (NVPI) lo certificó con un disco de platino, por distribuir más de 100 000 copias en ese país. En la semana iniciada el 6 de octubre de 1990, igualmente alcanzó la primera casilla del Hitlisten de Dinamarca. El 14 de abril debutó en el décimo segundo puesto en el conteo European Top 100 Albums de Music & Media. El 12 de mayo se situó en la cuarta casilla y terminó el año en la octava según esa lista. De acuerdo con Music & Media, Still Got the Blues fue el octavo disco más vendido durante el tercer trimestre en Europa y representó el 29,8 % de las ventas de Virgin Records en ese continente. Hasta julio de 1990, se estimaba que únicamente en Europa se habían vendido más de 1 300 000 copias.
Fuera de Europa la recepción comercial del disco fue un tanto similar. En mayo debutó en el ARIA Charts de Australia en la posición 47 y dos meses después llegó hasta la quinta casilla. Antes de terminar el año, la Australian Recording Industry Association (ARIA) lo había certificado con un disco de platino. En julio obtuvo el puesto 14 en el Official New Zealand Music Chart de Nueva Zelanda. Cabe señalar que Still Got the Blues reingresó en dos ocasiones en dicho conteo, en enero de 1991 y en agosto de 1992, sumando un total de treinta y nueve semanas. Posteriormente, la aquel entonces Recording Industry Association of New Zealand (RIANZ) lo certificó con un doble disco de platino tras vender más de 30 000 unidades. En cuanto a Japón, logró el puesto 17 en el Oricon Albums Chart y terminó como el octogésimo séptimo disco de 1990. Además, hasta 2005 Oricon había calculado que sus ventas llegaban a las 112 500 copias en esa nación. Por otro lado, consiguió el puesto 83 en la lista estadounidense Billboard 200, la mejor posición obtenida para uno de sus discos. En 1995, la Recording Industry Association of America (RIAA) le confirió un disco de oro, siendo su única certificación discográfica en los Estados Unidos. En marzo de 1992 la revista Music & Media informó que Still Got the Blues era el álbum más vendido en la historia del blues, con tres millones de copias a nivel mundial. Más tarde, en la edición del 31 de julio de 1999, Music & Media estimó sus ventas en seis millones de copias.

## Promoción

### Sencillos

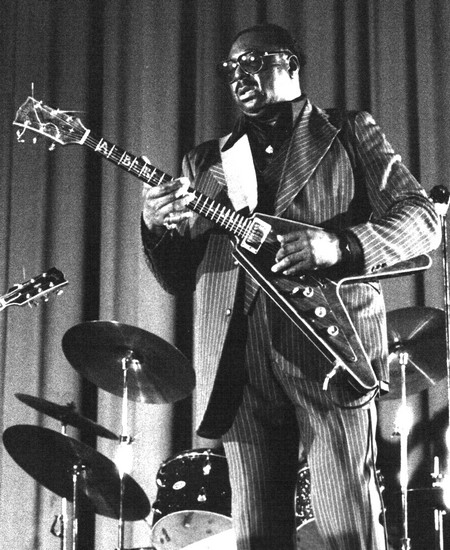
«Oh Pretty Woman» fue el primer sencillo del álbum, el cual contó con la participación del guitarrista Albert King (en la imagen)

Para promocionar el álbum, el 12 de marzo de 1990 se publicó como primer sencillo «Oh Pretty Woman», bajo el título de Gary Moore feat. Albert King. Doce días después Music & Media la enlistó dentro de sus «éxitos asegurados». No obstante, tuvo un escaso éxito a nivel mundial, ya que solo ingresó en las listas musicales de Australia, Bélgica, Países Bajos, Reino Unido y en el Mainstream Rock Tracks de los Estados Unidos. Su videoclip, grabado en blanco y negro, contó con la participación de ambos guitarristas. El 23 de abril salió a la venta «Still Got the Blues (For You)», que se estableció como el más exitoso de los sencillos editados. Entró entre los diez más vendidos en varios países europeos, principalmente en los de las regiones de Escandinavia y Benelux. En Suecia, por ejemplo, fue certificado con un disco de oro. En los Estados Unidos se convirtió en el que mejor posición logró en la lista Mainstream Rock Tracks (puesto 9), y es el único de su carrera que ingresó en el Billboard Hot 100, al lograr la casilla 97. El video musical de «Still Got the Blues (For You)» recibió una nominación en el MTV Video Music Awards de 1990 en la categoría elección del público internacional MTV Europe.
Antes de terminar 1990, también se publicaron «Walking By Myself» y «Too Tired», los que tuvieron un éxito menor, por ejemplo en el Reino Unido consiguieron los puestos 48 y 71 en el UK Singles Chart respectivamente. Este último contó con un cómico videoclip que muestra a Moore con una guitarra Fender Stratocaster y a Albert Collins con una Telecaster ahuyentando a una pandilla de motoqueros. Por otro lado, «Moving On» se lanzó exclusivamente para los mercados de Estados Unidos y España, mientras que «Midnight Blues» solo en Alemania.

### Gira

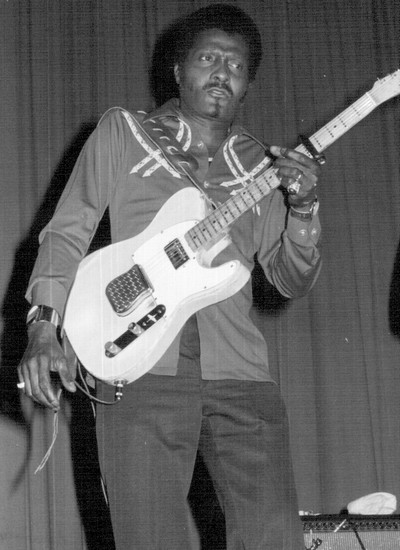
El guitarrista Albert Collins (en la imagen) tocó en la gira en al menos treinta fechas

Para la respectiva gira de conciertos llamada simplemente Still Got the Blues Tour, Moore contó con una banda de apoyo autotitulada The Midnight Blues Band, la que estaba integrada por Andy Pyle (bajo), Graham Walker (batería) y Don Airey (teclados), quien además asumió como director de orquesta de una sección de vientos. Inicialmente contemplaba espectáculos en teatros por unas pocas semanas, pero a medida que la popularidad del álbum crecía, estos se extendieron a recintos más grandes e incluso a festivales al aire libre como el Parkpop Festival de Países Bajos, en donde tocaron ante 300 000 personas. Albert Collins se unió como artista invitado durante unas treinta fechas y tocó la guitarra en «Too Tired» y en las versiones «Cold, Cold Feeling» de T-Bone Walker y «Farther Up the Road» de Bobby Bland, temas que no figuraron en la lista de canciones original del álbum.
Albert King hizo una aparición especial en el concierto del 11 de mayo dado en el Hammersmith Odeon de Londres. Él tocó en las canciones «Oh Pretty Woman», «The Sky Is Crying», «Stormy Monday» y compartió escena con Moore y Collins en «Caldonia». Al igual como había ocurrido durante la grabación del disco, King tuvo discrepancias durante el ensayo. Wooler recordó que King «era extremadamente competitivo y era conocido por subir al escenario, tocar muy alto y hacer volar la competencia». Por ello, no estaba conforme con el volumen de la guitarra de Moore obligándolo a bajarlo y lo molestó por tocar demasiadas notas. Además, intentó hacerse cargo de la sección de vientos. A pesar de aquello, King terminó elogiándolo: «No pensé que pudiera tocar. Pensé que era solo otro chico tratando de entrar en el mundo del blues... pero escuchar a ese chico tocar las cosas más salvajes... Golly Moses, ¿de dónde vino?». El 21 de junio tocó por primera vez en el Festival de Jazz de Montreux (Suiza), cuya presentación se editó en DVD en 2004. Tras ello, acompañó como telonero a Tina Turner por algunos de sus conciertos europeos, quien estaba promocionando su disco Foreign Affair de 1989. Mientras se encontraban en Múnich, Moore contrajo una infección de oídos luego de ponerse unos tapones. Debido al éxito de ventas que estaba teniendo el disco en los Estados Unidos, se había ideado una gira junto con Jimmie Vaughan y Stevie Ray Vaughan, pero la repentina muerte de Stevie, el 27 de agosto, canceló los planes. De igual manera, se canceló unas eventuales fechas por Australia, ya que Moore no quería hacer una gira tan larga, porque no le gustaba volar y estar tanto tiempo lejos de casa. En total, el tour contó con presentaciones por Alemania, Austria, Bélgica, Dinamarca, Finlandia, Francia, Luxemburgo, Reino Unido, Suecia, Suiza y Países Bajos, las que se llevaron a cabo entre abril y septiembre de 1990.

## Lista de canciones
| N.º | Título                          | Escritor(es)                                              | Duración |  |
| 1.  | «Moving On»                     | Gary Moore                                                | 2:39     |  |
| 2.  | «Oh Pretty Woman»               | A.C. Williams                                             | 4:25     |  |
| 3.  | «Walking By Myself»             | Jimmy Rogers                                              | 2:56     |  |
| 4.  | «Still Got the Blues (For You)» | Moore                                                     | 6:12     |  |
| 5.  | «Texas Strut»                   | Moore                                                     | 4:51     |  |
| 6.  | «Too Tired»                     | Johnny "Guitar" Watson, Peter Maxwell Davies, Saul Bihari | 2:51     |  |
| 7.  | «King of the Blues»             | Moore                                                     | 4:36     |  |
| 8.  | «As the Years Go Passing By»    | Deadric Robey                                             | 7:46     |  |
| 9.  | «Midnight Blues»                | Moore                                                     | 4:58     |  |

| Pistas adicionales en el formato CD |                       |                             |          |  |
| N.º                                 | Título                | Escritor(es)                | Duración |  |
| 10.                                 | «That Kind of Woman»  | George Harrison             | 4:32     |  |
| 11.                                 | «All Your Love»       | Otis Rush                   | 3:32     |  |
| 12.                                 | «Stop Messin' Around» | Peter Green, Clifford Davis | 4:00     |  |

| Pistas adicionales en remasterización de 2002 |                              |                              |          |  |
| N.º                                           | Título                       | Escritor(es)                 | Duración |  |
| 13.                                           | «The Stumble» (instrumental) | Freddie King, Sonny Thompson | 3:01     |  |
| 14.                                           | «Left Me With the Blues»     | Moore                        | 3:05     |  |
| 15.                                           | «Farther Up the Road»        | Deadric Robey, Joe Medwick   | 4:08     |  |
| 16.                                           | «Mean Cruel Woman»           | Moore                        | 2:48     |  |
| 17.                                           | «The Sky is Crying»          | Elmore James                 | 4:54     |  |

## Créditos
| - Gary Moore: voz, guitarra rítmica y guitarra líder - Andy Pyle: bajo - Bob Daisley: bajo (pistas 5, 8 y 10) - Mick Weaver: piano (pistas 1, 3 y 12), piano eléctrico (pista 9) y órgano Hammond (pista 11) - Nicky Hopkins: piano (pistas 4, 8 y 10) - Don Airey: órgano Hammond (pistas 2, 5, 7 y 8), teclados (pista 4) y piano (pista 6) - Graham Walker: batería - Brian Downey: batería (pistas 5, 7 y 8) Sección de vientos - Frank Mead: saxofón alto (pistas 2, 6, 7, 10 y 12) saxofón tenor (pistas 2, 7, 8 y 12), saxofón barítono (pista 12) y armónica (pista 3) - Nick Payn: saxofón barítono (pistas 2, 6, 7, 8 y 10) - Nick Pentelow: saxofón tenor (pistas 2, 7 y 10) - Andrew Hamilton: saxofón tenor (pista 6) - Raoul D'Oliviera: trompeta (pista 2 y 7) - Stuart Brooks: trompeta (pista 6) - Martin Drover: trompeta (pista 10) | Sección de cuerdas - Gary Moore y Don Airey: arreglo de cuerdas (pistas 4 y 9) - Don Airey: director de orquesta (pistas 4 y 9) - Gavin Wright: líder de sección de cuerdas (pistas 4 y 9) Artistas invitados - Albert King: guitarra líder en «Oh Pretty Woman» - Albert Collins: guitarra en «Too Tired» - George Harrison: guitarra rítmica, voz y slide guitar en «That Kind of Woman» |

### Producción
- Gary Moore: producción y diseño de portada
- Ian Taylor: producción, ingeniería, mezcla
- Greg Muden, Hayden Bendall, Marcus Draws, Noel Harris, Steve Fitzmaurice y Stuart Day: asistencia de ingeniería y asistencia de mezcla
- Bill Smith Studio: diseño
- Gered Mankowitz: fotografía
- Darren Hughes: fotografía (folleto de notas)

Fuente: Discogs.

## Posicionamiento en listas musicales
| País/Continente | Lista (1990)                     | Posición |
| --------------- | -------------------------------- | -------- |
| Alemania        | Media Control Charts             | 4        |
| Australia       | ARIA Album Charts                | 5        |
| Austria         | Ö3 Austria Top 40                | 13       |
| Dinamarca       | Hitlisten                        | 1        |
| España          | Top 100 Álbumes                  | 35       |
| Estados Unidos  | Billboard 200                    | 83       |
| Europa          | European Top 100 Albums          | 4        |
| Finlandia       | Suomen virallinen lista          | 1        |
| Grecia          | Top 20 Albums                    | 2        |
| Islandia        | Listi Poppsídunnar               | 1        |
| Japón           | Oricon Albums Chart              | 17       |
| Noruega         | VG-lista                         | 2        |
| Nueva Zelanda   | Official New Zealand Music Chart | 14       |
| Países Bajos    | Dutch Album Top 100              | 1        |
| Reino Unido     | UK Albums Chart                  | 13       |
| Suecia          | Sverigetopplistan                | 1        |
| Suiza           | Schweizer Hitparade              | 3        |
| País            | Lista (1991)                     | Posición |
| Nueva Zelanda   | Official New Zealand Music Chart | 48       |
| País            | Lista (1992)                     | Posición |
| Nueva Zelanda   | Official New Zealand Music Chart | 44       |
| País            | Lista (1995)                     | Posición |
| Alemania        | Media Control Charts             | 92       |
| País            | Lista (2017)                     | Posición |
| Hungría         | Slagerlistak                     | 39       |

| País          | Lista (1990)                     | Posición |
| ------------- | -------------------------------- | -------- |
| Alemania      | Media Control Charts             | 12       |
| Australia     | ARIA Album Charts                | 32       |
| Austria       | Ö3 Austria Top 40                | 24       |
| Japón         | Oricon Albums Chart              | 87       |
| Noruega       | VG-lista                         | 2        |
| Nueva Zelanda | Official New Zealand Music Chart | 31       |
| Países Bajos  | Dutch Album Top 100              | 7        |
| Suiza         | Schweizer Hitparade              | 7        |
| Continente    | Lista (1990)                     | Posición |
| Europa        | European Top 100 Albums          | 8        |

## Certificaciones discográficas
| País           | Organismo certificador | Certificación    | Ventas certificadas | Ref.     |
| -------------- | ---------------------- | ---------------- | ------------------- | -------- |
| Alemania       | BVMI                   | Oro              | 250 000             | [ 42 ]   |
| Australia      | ARIA                   | Platino          | 70 000              | [ 62 ]   |
| Bélgica        | BEA                    | Oro              | 25 000              | [ 60 ]   |
| Dinamarca      | IFPI Dinamarca         | Platino          | 80 000              | [ 60 ]   |
| España         | AFYVE                  | Oro              | 50 000              | [ 49 ]   |
| Estados Unidos | RIAA                   | Oro              | 500 000             | [ 67 ]   |
| Finlandia      | IFPI - Finlandia       | Oro              | 25 000              | [ 50 ]   |
| Grecia         | IFPI Grecia            | Oro              | 30 000              | [ 60 ]   |
| Japón          | RIAJ                   | Oro              | 100 000             | [ 60 ]   |
| Nueva Zelanda  | RIANZ                  | 2x Doble platino | 30 000              | [ 64 ]   |
| Países Bajos   | NVPI                   | Platino          | 100 000             | [ 55 ]   |
| Reino Unido    | BPI                    | Platino          | 300 000             | [ 39 ]   |
| Suecia         | GLF                    | 2x Doble platino | 200 000             | [ 52 ]   |
| Suiza          | IFPI - Suiza           | Platino          | 50 000              | [ 47 ]   |
| Sumario        |                        |                  |                     |          |
| Mundo          | —                      | —                | 6 000               | [ n. 6 ] |